# Sundays
|  | Denne artikel er oprettet af botten PalnaBot ud fra en ekstern database. Den kan derfor have sproglige fejl eller mangler. Denne skabelon kan fjernes efter kontrol af indholdet. |

Sundays er en kortfilm instrueret af Kræsten Kusk, Natalia Garagiola efter manuskript af Kræsten Kusk, Natalia Garagiola.

## Handling
Som på så mange andre søndage henter Anne sin far på plejehjemmet for at gå tur i Botanisk Have. Men det skal snart vise sig, at denne søndag ikke bliver helt som de andre.